# 북두의 권 (1993년 영화)
《북두의 권》은 1993년 대한민국에서 제작된 액션 영화로서 무술 감독 출신 왕룡이 감독하였다. 저예산인 관계로 퀄리티 자체는 아예 없으며 저작권은 전혀 고려되지 않아 이 영화가 제작된지 10여 년 후 만화《북두의 권》의 원저자 부론손, 하라 데쓰오로부터 저작권법 위반 혐의로 고발당했다.

## 등장인물
- 라이거(실제 이름은 켄시로)

북두의권의 계승자.
- 라오우 역

권왕(그러나 부하는 고작 5명밖에 없다.).
- 싱 역 : 임채윤

남두의 실력자(그러나 부하는 하트를 비롯하여 고작 2명 밖에 없다.).
- 유리아 역

라이거의 연인.
- 레이 역

라이거의 친구.
- 쟈기 역

라오우의 부하.
- 하트 역

싱의 부하.
- 바트 역

라이거와 동행하는 소년.
- 린 역

라이거와 동행하는 소녀.
- 류겐 역

라이거, 라오우의 스승.

## 줄거리
북두권의 전승자인 라이거는 나약한 성격으로 자신이 사랑하는 유리아를 싱에게 빼앗기고 가슴에 일곱개의 상처를 입게된다. 새롭게 태어난 라이거는 복수심에 불타는 집념으로 유리아를 찾아 떠나게 된다.
이런 방황 속에서. 볼모의 지대를 사랑으로 꽃피우려는 린이라는 소녀와의 만남으로 유리아에 대한 사랑의 마음은 더해간다. 한편, 자칭 북두신권의 전승자라 떠드는 쟈기와의 만남으로 이제까지의 모든 비밀이 속속들이 밝혀지게 되고, 이에 라이거는 울분을 터뜨리게 되는데...

## 기타
- 이 영화를 촬영하기 위해 동원된 배우의 총합은 아역을 포함하여 서른명이 되지 않는다.
- 핵폭발로 인하여 멸망한 지구의 배경은 강원도의 탄광촌 폐가 일대이다.
- 현재 이 영화를 제작한 왕룡은 북두의권 원저자인 부론손,하라 데쓰오와 법정싸움 중이다.
- 이 영화는 각본 없이 북두의권 만화책을 사다놓고 배우들로 하여금 몇 번 읽게 한 후 즉흥적으로 촬영했다.
- 이 영화에 대한 일본인들의 반응에 대해서는, 처음에는 표절이라 해서 분노했으나 막상 영화를 감상한 이후 폭소를 터뜨렸다. 일본의 지식 쇼 프로그램인 트리비아의 샘에서 이 영화를 다룬 적이 있다.
- 이 영화는 트리비아의 샘에서 방송된 이후 컬트팬들의 열광적인 지지를 얻어내고 있으며, 일부 매니아층에서 고가에 거래되고 있다.